# Bibernelle
Bibernelle (Sanguisorba minor) eller Blodstillende Bibernelle er en 50-70 cm høj urt, der i Danmark vokser sjældent på f.eks. skrænter og vejkanter.

## Beskrivelse
Bibernelle er en flerårig urt med en tæt og udspærret vækst. Først dannes der en grundstillet bladroset, der senere bliver til en busket plante. Fra denne plante vokser de lysegrønne, men senere røde stængler frem. De bærer spredte blade, der er uligefinnede med småblade, som har tandet rand. Oversiden er græsgrøn, mens undersiden er noget lysere.
Blomstringen sker i maj-juni, hvor man ser de endestillede, kugleformede blomsterstande, som består af rent hanlige (nederst), tvekønnede (i midten) og rent hunlige (øverst) blomster. De enkelte blomster er 4-tallige og har kun et sæt blosterblade. Frugterne sidder indesluttet i det blivende underbæger.
Rodnettet består af en lodret pælerod med forholdsvis få, kraftige siderødder.
Højde x bredde og årlig tilvækst: 0,70 x 0,30 m (70 x 30 cm/år).

## Voksested
Arten har sin naturlige udbredelse i Makaronesien, Nordafrika, Mellemøsten, Kaukasus, Centralasien, Vestsibirien og Europa med undtagelse af de nordligste dele. I Danmark er den udbredt overalt, men sjælden. Arten hører hjemme i biotopen Festuco Brometalia (se kalkoverdrev (Natura 2000, nr. 6210)), der findes på lysåbne steder med varm, tør og kalkrig, men næringsfattig jord jord. Derfor findes den især på kalkholdige skrænter, bakker og vejkanter.
Naturbeskyttelsesområdet Uedesheimer Rheinbogen ligger i Rhinens floddal. Her findes skove med Rød-El og Almindelig Ask som dominerende arter, og her vokser arten sammen med bl.a. draphavre, almindelig sandløg, bjergmandstro, bredbladet timian, bredbladet ærenpris, dueskabiose, engsalvie, gul snerre, lancetvejbred, liden klokke, soløjealant og stinkende krageklo

## Underarter
To underarter findes i Danmark
- Blodstillende Bibernelle (S. minor ssp. minor) sjælden, men findes i det meste af landet
- Vingefrøet Bibernelle (S. minor ssp. muricata) med vingede kanter på blomstens underbæger. Sjælden, men findes i det meste af landet.

## Note
1. ↑  Landesamt für Natur, Umwelt und Verbraucherschutz Nordrhein-Westfalen: Naturschutzgebiet Uedesheimer Rheinbogen grundige lister over plante- og dyrelivet i naturbeskyttelsesområdet (tysk)

| Portal | Portal:Botanik |